# Mouvement pan-thiois
Ne doit pas être confondu avec Nationalisme thiois.

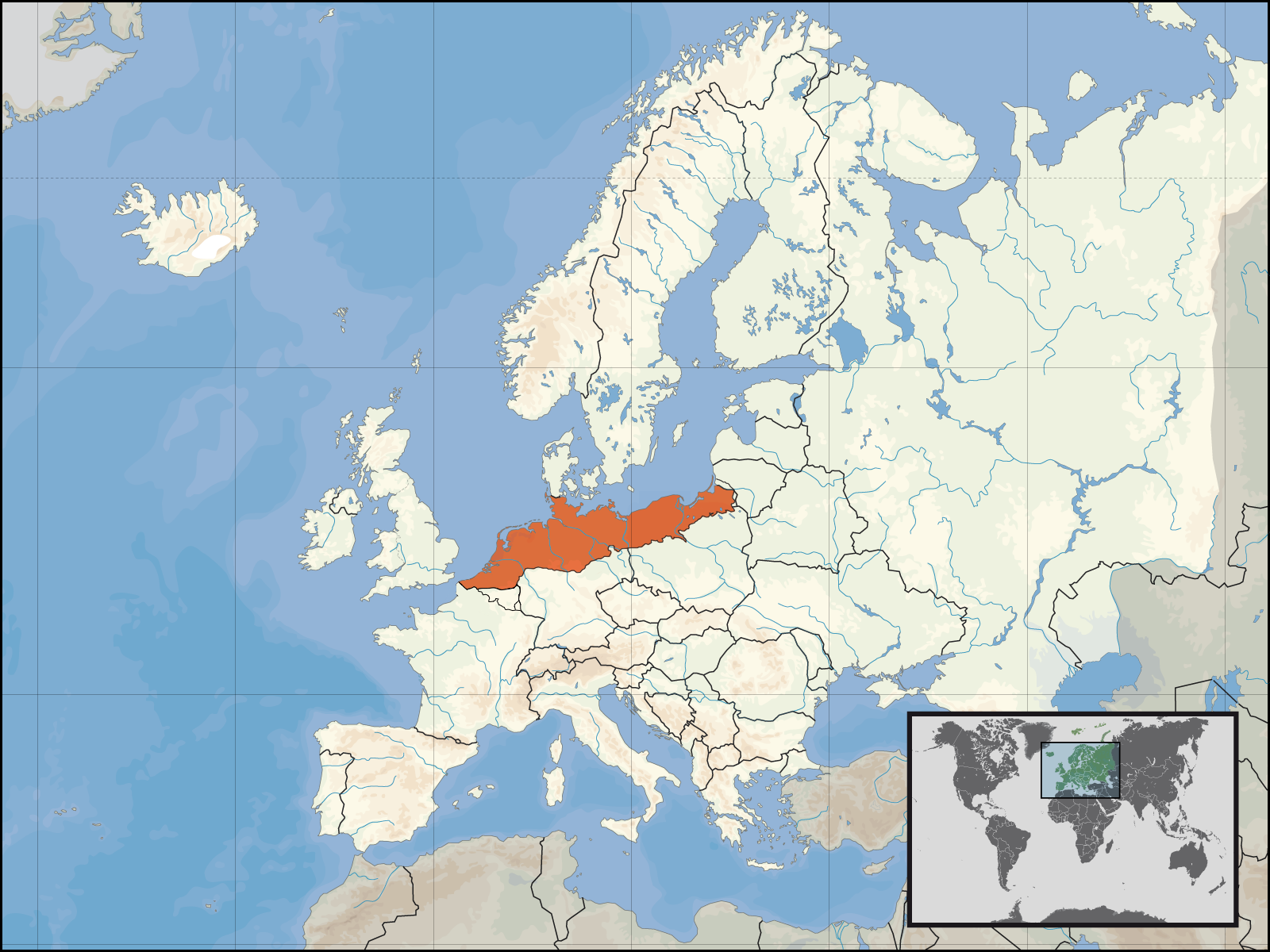
Le territoire pan-thiois

Le mouvement pan-thiois ou mouvement bas allemand, est un courant de la faction laïcisante au sein du mouvement flamand qui aspirait à l’unité des peuples bas allemands, de Koenigsberg à Dunkerque. En politique, il n'eut que peu de succès – on constata qu'une Flandre majoritairement catholique se montrait peu encline à la coopération culturelle avec les calvinistes et les luthériens – et il s’agissait en premier lieu d’une association culturelle n’ayant jamais vraiment été en mesure de se manifester. Après environ 1900, lorsque le concept de l’unité de la Belgique, de la Flandre, des Pays-Bas ou de l’une ou l’autre combinaison des pays ou régions précités l’emporta sur ce mouvement fondé au XIXe siècle, parfois recevant du soutien en Flandre et de temps à autre aussi aux Pays-Bas, la popularité de ce dernier sera réduite à des proportions minimales.

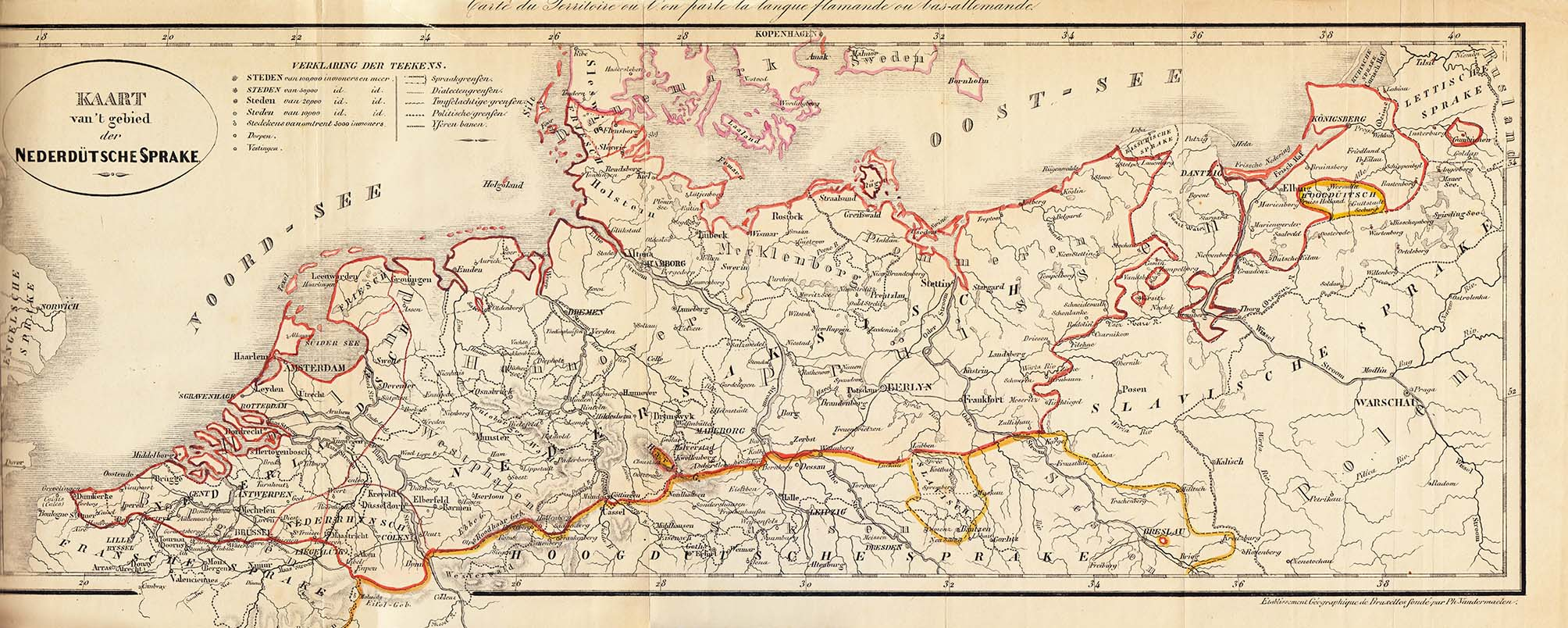
Carte de l'aire culturelle pan-thioise au 19e siècle par Ludo Simons.

Un chef de file important qui travaillait comme archiviste à la ville d’Anvers, fut le Danois d’origine flamande Constant Jacob Hansen, né en 1833 et mort en 1910 ; son père était danois, sa mère zélandaise. Le territoire pan-thiois est constitué par la Flandre française, la Flandre, les Pays-Bas, le Nord de l’Allemagne, le Nord de la Pologne et de la Prusse-Orientale. Ce territoire n'est plus seulement composé de peuples bas allemands, puisque la Flandre française a été francisée et que les Bas-allemands en Poméranie et en Prusse-Orientale ont été expulsés par les Polonais et les Russes, notamment après la Seconde Guerre mondiale. La frontière en Allemagne est la ligne de Benrath, mais le haut allemand a tellement pris d’importance que la langue bas-allemande est actuellement peu employée.
Le mouvement aurait dû se fonder sur une nouvelle langue, synthèse du moyen-néerlandais et du bas allemand, dont l’orthographe aurait été aussi allemande que possible, afin de pouvoir être reliée au pangermanisme et à la Grande Allemagne. Ce dernier courant l’emporta sur le mouvement pan-thiois lorsque l’unité allemande fut réalisée en 1870 sous la forme de l’Empire allemand et qu’un « Grand Empire germanique » semblait imminent.
L’impact politique du mouvement apparut au cours de la Première Guerre mondiale, lorsque les activistes de Jong Vlaanderen, un groupe de pression sous l’égide du pasteur protestant néerlandais d’origine frisonne Jan Derk Domela Nieuwenhuis Nyegaard plaida ouvertement pour une Flandre indépendante, protectorat d’un Empire allemand capable de fonder un Grand Empire germanique auquel devait appartenir l’Angleterre à cause des liens anglo-saxons.

Drapeau des Bas Allemands

Le mouvement pan-thiois est un mouvement qui a aujourd’hui pratiquement disparu. Il semble que cette idée ne trouve plus d’adeptes en dehors des cercles völkisch grand-néerlandais.
Le Partij voor het Noorden (« Parti du Nord ») milite pour une coopération étendue entre les provinces du nord des Pays-Bas, c’est-à-dire la Frise, Groningue et Drenthe - moyennant un statut autonome au sein de l'État néerlandais -, et le Land voisin de la République fédérale d’Allemagne, la Basse-Saxe. Cette aspiration est également connue sous la dénomination de « mouvement bas allemand », faisant référence au mouvement pan-thiois, alors qu’il s’agit ici plutôt d’un objectif bas saxon/frison oriental.
En France, le mouvement de l'Abbé Gantois revendique les régions aux nord de la Somme ; pourtant, le sud de l'Artois, le Ternois, le Ponthieu, l'Amiénois et le Hainaut n'ont jamais été thiois et ont toujours été picard.